# Nor'easter
Nor'easter è film del 2012 diretto da Andrew Brotzman.

## Trama
Quando un ragazzo scomparso misteriosamente da anni e creduto morto fa ritorno a casa, un giovane prete si ritrova a dover affrontare le proprie insicurezze come un uomo di fede.

## Riconoscimenti
- 2012 - Woodstock Film Festival
  - Haskell Wexler Award per la miglior fotografia
- 2013 - Sarasota Film Festival
  - Candidato all'Independent Visions Award per il miglior film